# Hans Peschetz
Hans Peschetz (* 28. Jänner 1901 in Lienz; † 20. Juli 1968 in Sankt Veit an der Glan) war ein österreichischer Lokomotivführer und Bienenzüchter.

## Leben
Hans Peschetz wurde am 28. Jänner 1901 als Sohn von Franz Peschetz und Maria Anna Peschetz geb.Helmer in Lienz geboren. Der Vater Franz Peschetz war Schmied im Heizhaus Lienz, die Mutter Hausfrau.
Nach Abschluss der Pflichtschule begann Hans Peschetz eine Lehre zum Schmied bei den K.k. Staatsbahnen, welche er 1918 abschloss. Bis 1923 arbeitete er als Heizer, nach erfolgreichem Lehrgang zum Lokführer arbeitete Peschetz bis zu seiner Einberufung 1942 bei der Reichsbahn.
Peschetz hielt als Imker ein Gemisch aus Kärntner- und Italienerbiene, wie es seinerzeit in ganz Kärnten und der Steiermark üblich war. Am 3. Mai 1926 erhielt er einen Schwarm von 3,5 kg Gewicht, von einem Bienenstand aus einer kleinen Ortschaft in der Nähe von Lienz, der besondere Merkmale aufwies. Peschetz schildert selbst folgendes: „Der Schwarm baute in denkbar kurzer Zeit alle ihm gegebenen Mittelwände aus und etablierte sich als starkes Volk, das ungemein sammeleifrig war.“ Peschetz etablierte für diesen Schwarm eine Reinzuchtbelegstelle in einem der nächstgelegenen Hochgebirgstäler und nannte sie „Höritzen“ da das Gebiet, in dem die Belegstelle lag, Höritzen heißt. Die Ankörung, Anerkennung und Benennung des Stammes als K – Peschetz 332 erfolgte im Juni 1941 am Stand von Peschetz in St. Walburgen bei Brückl, im Bezirk St. Veit an der Glan durch den damaligen „Reichskörmeister“ Gottfried Goetze. Peschetz verkaufte seit 1931 Königinnen seiner Linie nach Nordamerika, China, Japan, Australien, Südamerika usw. Meist wurden die Königinnen in Spezialpackungen per Luftpost oder Bahn verschickt. So schrieb Peschetz in seinem Buch "Der Weg zur besten Honigbiene": 

„In den 1930er Jahren verschickte ich meine Königinnen mit dem Zeppelin „Hindenburg“ nach Amerika und so tat dieser Zeppelin nie eine Fahrt ohne meine Königinnen an Bord.“

Noch während des Krieges wurden zur „Erprobung“ Peschetz-Königinnen auch nach Norddeutschland abgegeben. Durch die große Beliebtheit, geschuldet der unvergleichbaren Leistung, Schwarmträgheit und Sanftmut der Peschetzbiene gegenüber der in Deutschland heimischen Dunklen Biene, wurde Peschetz 1941 von der Reichsfachgruppe Imker beauftragt seine Biene im gesamten Reich zu etablieren. Die als Peschetzbiene bekannte Variante der Kärntner Biene (Carnica) verbreitete sich danach rasch im gesamten Norden Deutschlands. 1950 erfolgte die Gründung der Inselbelegstelle „Puan Klent“ auf Sylt, die seitdem ununterbrochen in Betrieb ist.
1968 starb Hans Peschetz an den Folgen Multipler Sklerose, sein Zuchtstand in Kärnten wurde nicht mehr weitergeführt. So ist dieser Stamm der Kärntner Biene heute vorwiegend in Norddeutschland vertreten.

## Publikationen
- Der Weg zur besten Honigbiene (Das Bienenbuch für alle). Ploetz & Theiss, 1947.
- Vom Anfänger zum Meister: (Das große Carnica Bienenbuch). Alsatia-Verlag, 1954.

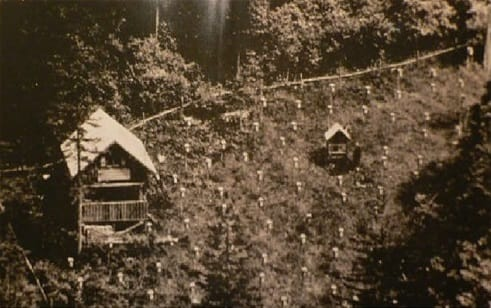
Die Belegstelle Höritzen im Juni 1931
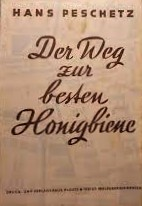
Der Weg zur besten Honigbiene 1947
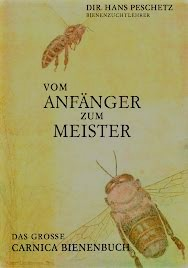
Vom Anfänger zum Meister 1954
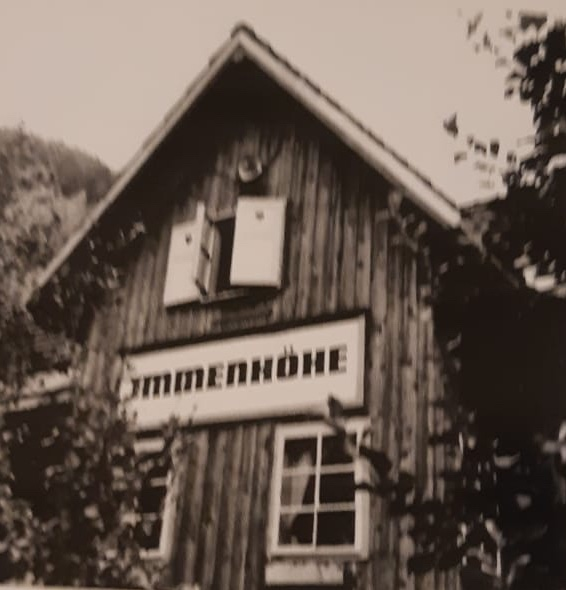
Bienenzucht und Lehranstalt St. Walburgen
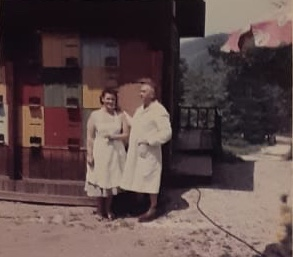
Hans Peschetz mit seiner Gattin vor dem großen Bienenhaus